# Нью-Йорк (гостиница, Новочеркасск)
Гостиница «Нью-Йорк» — здание, которое построено на пересечении Александровской улицы, 54 и Красного спуска в городе Новочеркасске Ростовской области. Относится к числу памятников архитектуры и объектов культурного наследия. На здании гостиницы «Нью-Йорк» 13 февраля 1943 года было установлено красное знамя во время освобождения города от немецких захватчиков.

## История
Здание было построено в конце XIX века. До революции 1917 года фасад дома был декорирован иначе, внутренние помещения отличались богатой отделкой. На здании установлена мемориальная доска с надписью о том, что 13 февраля 1943 года на этом здании появилось красное знамя, которое установили бойцы Второй гвардейской армии, когда Новочеркасск был освобожден от немецких войск. В этом здании некоторое время работала школа № 17, затем разместился психоневрологический диспансер. В 1992 году дом был признан объектом культурного наследия и памятником архитектуры.

## Описание
Стиль постройки этого здания напоминает многие другие дома Новочеркасска, которые появились в тот период, например гостиницу «Золотой Якорь». Дом расположен на углу двух улиц и его появление оказало сильное влияние на их застройку. Для создания кладки использовался красный кирпич. На уровне второго этажа дома ранее располагался выносной балкон, с витыми железными перилами. Двухэтажный дом с полуподвальным помещением был построен в стиле модерн. Об этом отчетливо свидетельствует оформление парапета, пилястр, вид окон и решетки балконов.